# Arête Couturier
L'arête Couturier est une montagne de France située en Haute-Savoie, au-dessus de la vallée du Fier.

## Géographie
La montagne se trouve au sud-est d'Annecy, à l'est de son lac, au sud-ouest de Thônes et au nord-ouest de la Tournette. À ses pieds au nord se trouve le village de la Balme-de-Thuy et le site de Morette. Elle culmine au crêt de Pézollet à 1 724 mètres d'altitude à son extrémité méridionale, son altitude diminuant au fur et à mesure que l'on progresse vers le nord-est en passant par le crêt Couturier à 1 547 mètres d'altitude jusqu'au chalet de la Fontanette situé sur un petit col. Dans son prolongement au nord se trouve la roche Blanche à 1 451 mètres d'altitude qui s'abaisse jusqu'aux berges du Fier tandis qu'en direction du sud-ouest s'élèvent le crêt des Tervelles avec 1 776 mètres d'altitude puis la pointe de Talamarche avec 1 852 mètres d'altitude. D'un point de vue administratif, l'arête Couturier est partagée entre les territoires communaux de la Balme-de-Thuy à l'ouest et de Thônes à l'est.
La montagne forme une crête orientée nord-est-sud-ouest, marquant, avec le crêt des Tervelles et le roc Lancrenaz au sud, le rebord oriental d'un synclinal perché. Par symétrie, le rebord occidental de ce synclinal est formé par les Grandes Lanches et le Lanfonnet, entre les deux s'étendant l'aulp de Riant et le vallon du Lindion, un petit torrent ; plus à l'ouest, les dents de Lanfon constituent une butte-témoin de ce plissement. 
Le sentier de randonnée emprunté par le GR 96 et le GRP Massif de Tournette-Aravis passent non loin de l'arête, le GR 96 empruntant le vallon du Lindion tandis que le GRP Massif de Tournette-Aravis descend dans la vallée du Malnant en passant par le refuge de Larrieux sur la face orientale de l'arête. La crête peut être franchie plus en aval par un sentier passant par le chalet de la Fontanette entre le crêt Couturier et la roche Blanche.